# Zielona Góra (nádraží)
Zielona Góra
(česky Zelená Hora) je železniční stanice v Zelené Hoře, městě, ležícím v Dolním Slezsku, v Polsku, které je sídlem sejmu Lubušského vojvodství.

## Obecný přehled

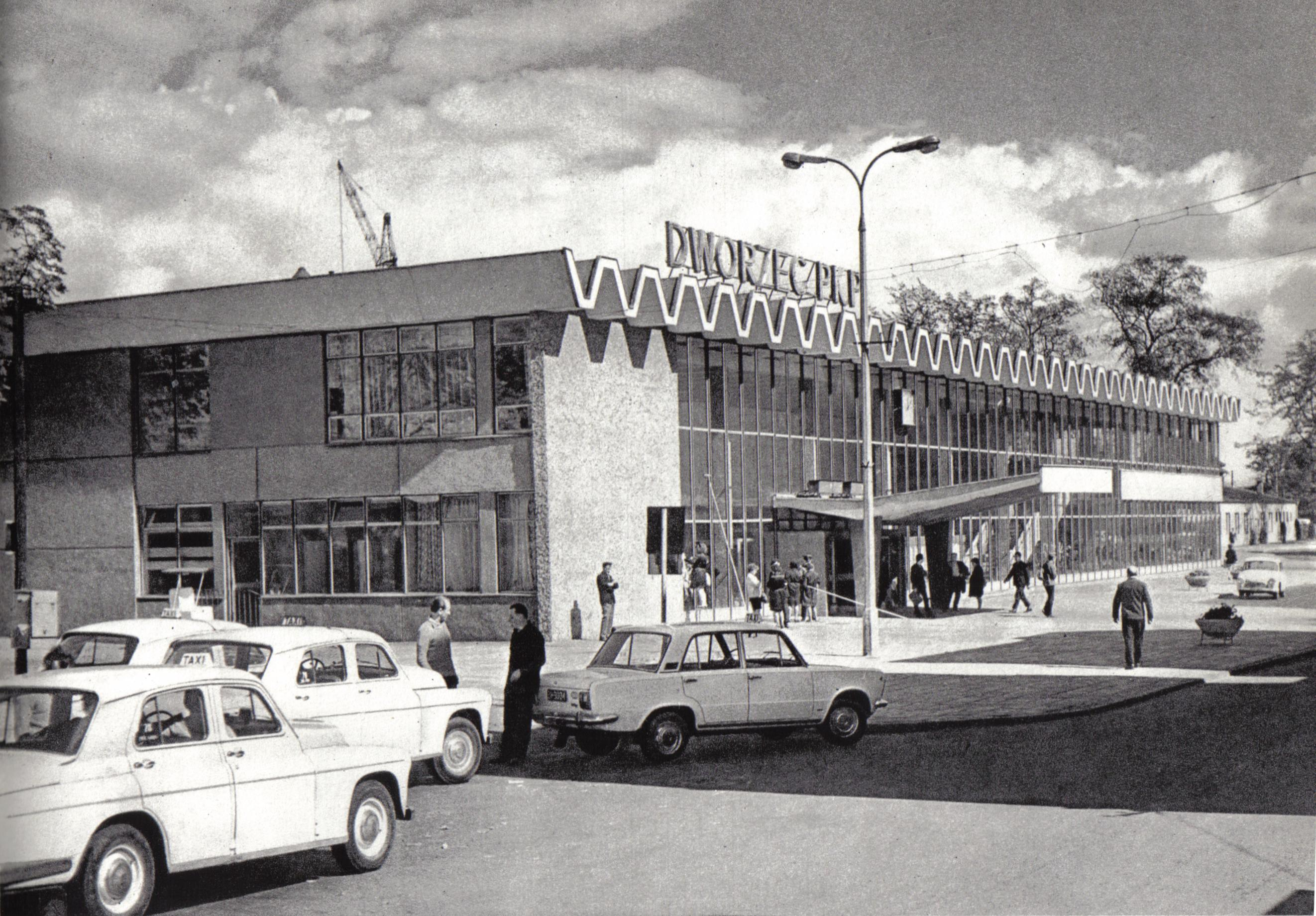
Staniční budova na počátku 70. let

Železniční stanice Zelená Hora, byla otevřena roku 1871
, první vlak přijel dne 1. října. Od roku 1871 vystupovala stanice pod tehdejším názvem Grünberg a od roku 1945 nesla název Zielona Góra Główna. Dnešní název Zielona Góra, neboli Zelená Hora získala pravděpodobně po roce 1950. Stanice vznikla v dobách tehdejšího malého města, s tím souvisel i menší prostor stanice. Po válce v 60. letech 20. století, kdy došlo k výraznému nárůstu počtu obyvatel města, byla původní staniční budova nahrazena novou halou. Tehdy byla vybudována i dvě nová nástupiště, avšak čtvrté nástupiště přestalo plnit svoji úlohu již v 80. letech.
Před válkou byla v Zelené Hoře i druhá železniční stanice, která náležela železniční trati Zielona Góra - Szprotawa, nesla název Zielona Góra-Górne Miasto.
Dříve, v blíže neurčeném období byla pojmenovaná (Grünberg-Oberstadt). Nacházela se v blízkosti dnešní ulice Ogrodowej. Železniční trať Zielona Góra - Szprotawa, nebyla po válce uvedena do provozu a v roce 2003 byla kompletně zlikvidována.

## Železniční tratě
Železniční stanicí Zelená Hora prochází železniční tratě:
- 273 Wrocław Główny - Szczecin Główny
- 370 Zielona Góra - Żary

## Železniční doprava
Železniční stanici Zelená Hora obsluhují dálkové vnitrostátní, regionální spoje směřující kupříkladu do měst:
- Gdyně - (Gdynia Główna)
- Jelení Hora
- Bydhošť - (Bydgoszcz Główna)
- Poznaň - (Poznań Główny)
- Štětín - (Szczecin Główny)
- Varšava - (Warszawa Zachodnia, Warszawa Centralna, Warszawa Wschodnia)
- Vratislav - (Wrocław Główny)
- Valbřich - (Wałbrzych Główny)
- Kladsko - (Kłodzko Główne)
- Białystok - (Białystok (nádraží))
- Łódź Kaliska
- Nowa Ruda

## Galerie

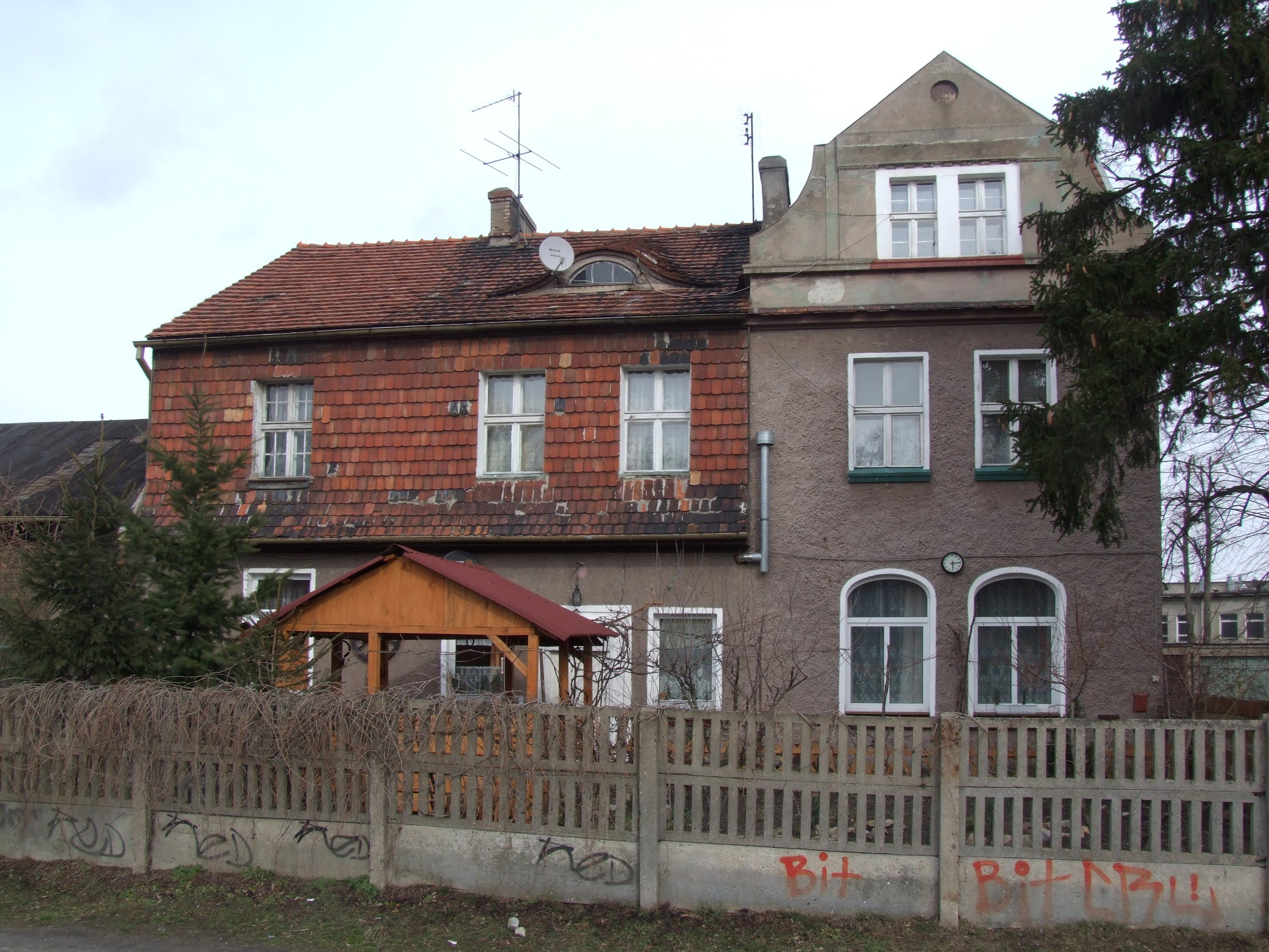
Bývalá stanice Zielona Góra-Górne Miasto (Grünberg-Oberstadt)
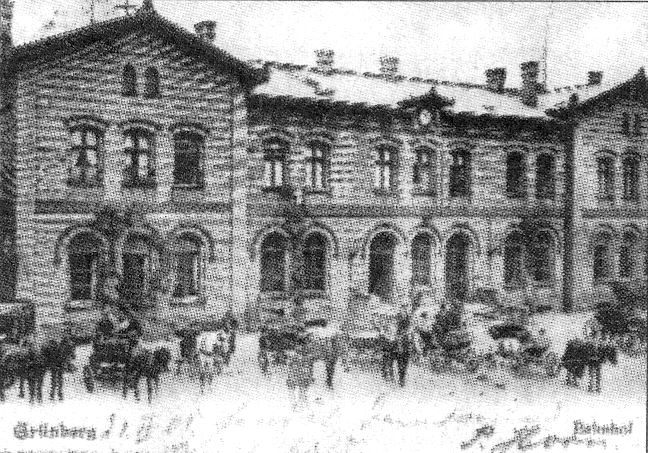
Staniční budova v roce 1871
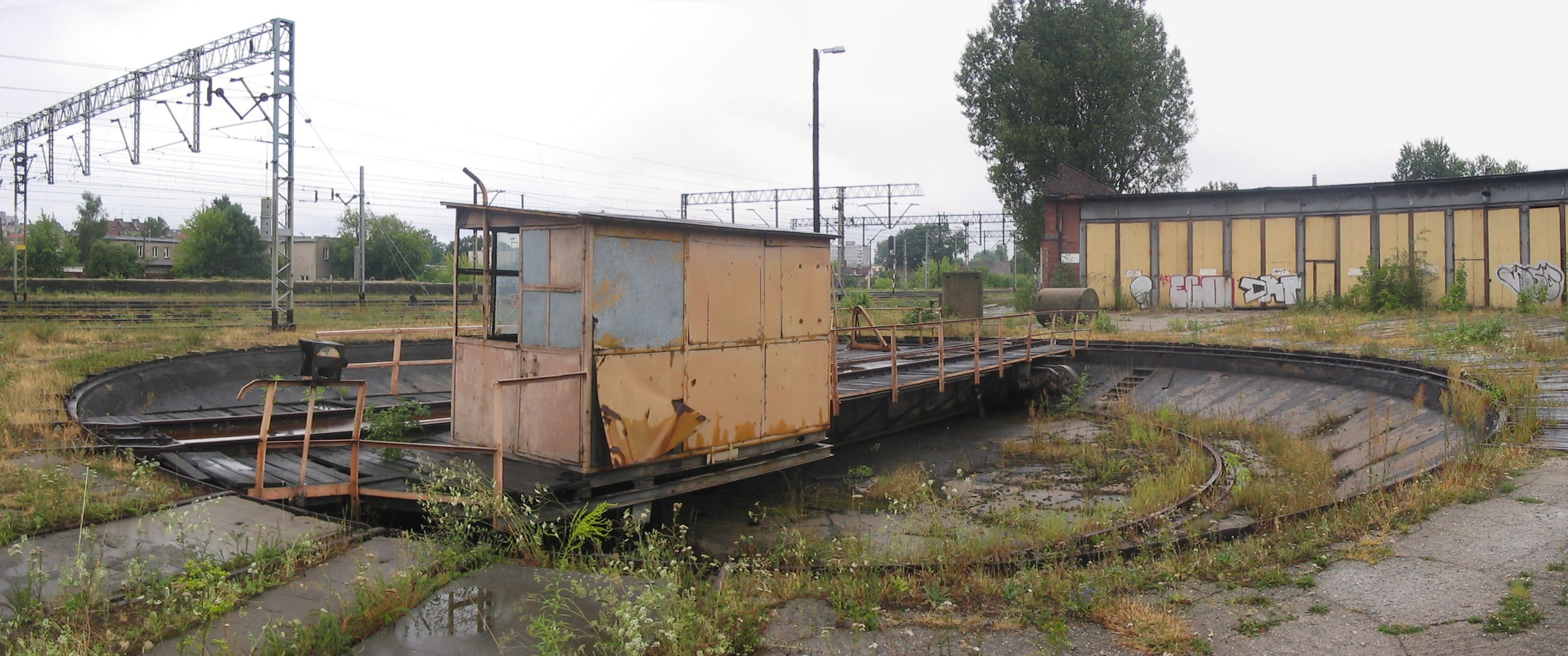
Dnes nevyužívaná točna na stanici
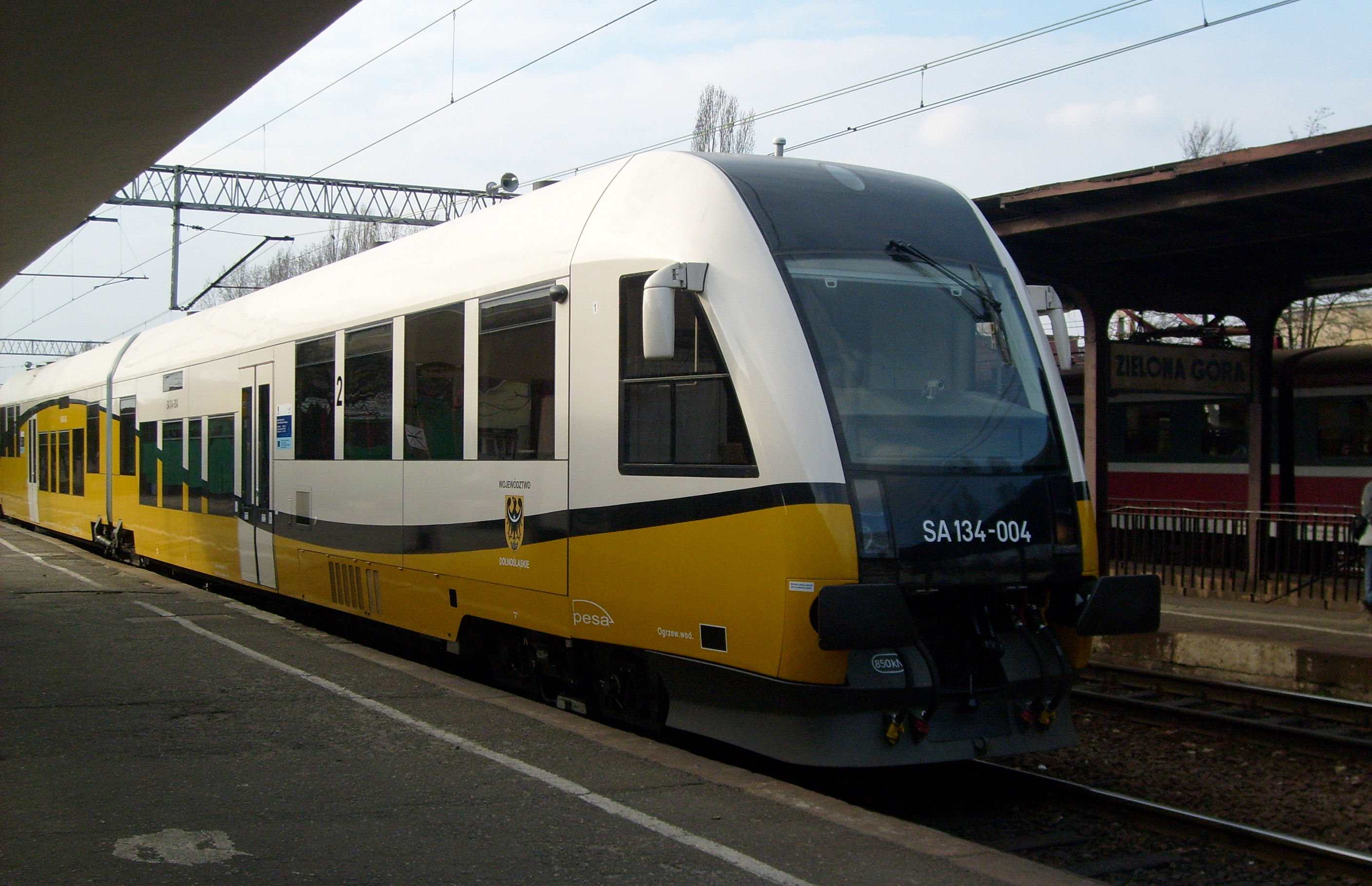
Motorový vůz SA134-004 na stanici
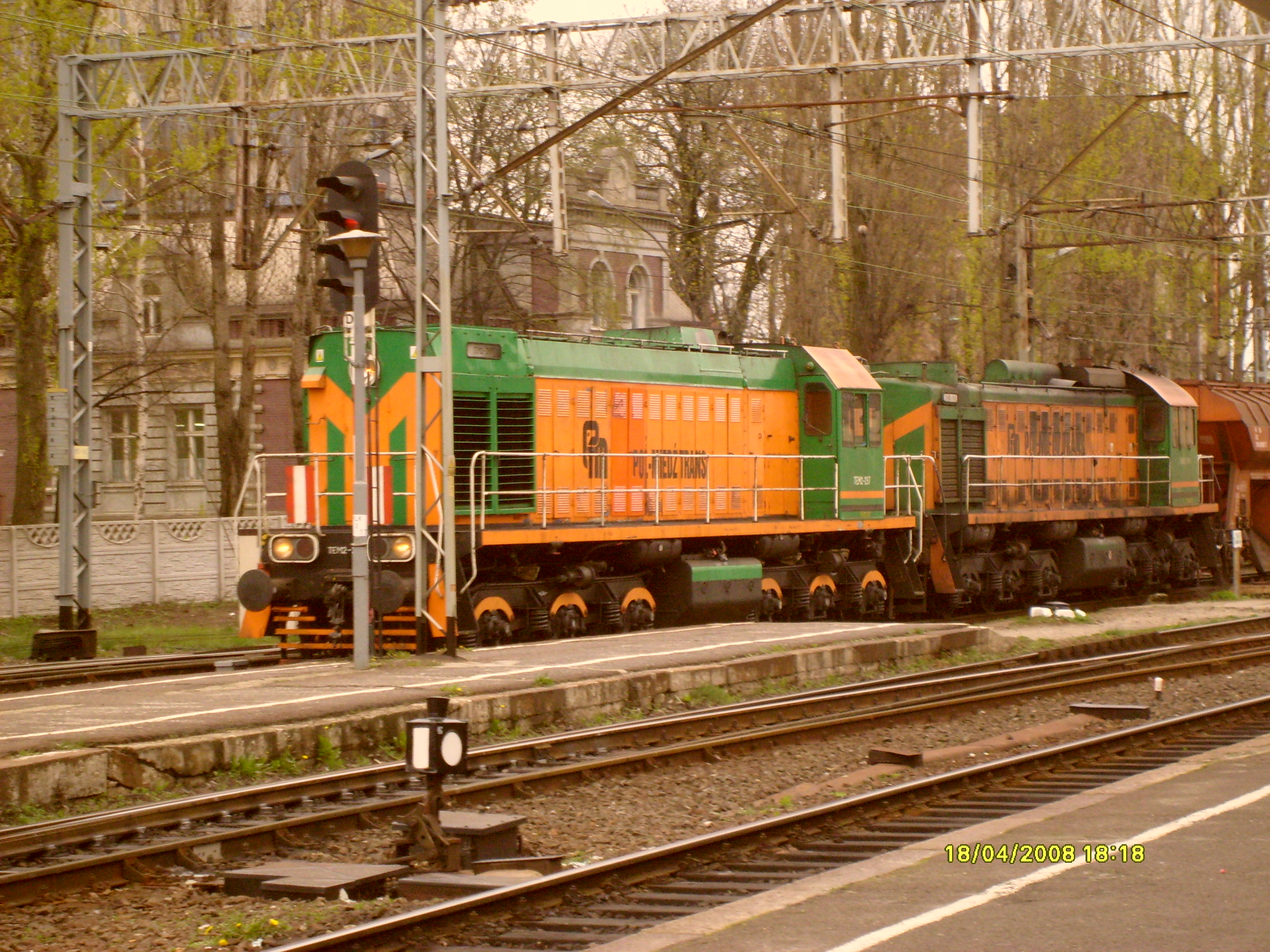
Lokomotiva TEM2 (SM48) na stanici